# Hepzygina milleri
Hepzygina milleri är en insektsart som först beskrevs av Beamer 1929.  Hepzygina milleri ingår i släktet Hepzygina och familjen dvärgstritar. Inga underarter finns listade i Catalogue of Life.